# 霧島市立国分中央高等学校
霧島市立国分中央高等学校（きりしましりつ こくぶちゅうおうこうとうがっこう）は、鹿児島県霧島市国分中央一丁目にある市立高等学校。霧島市唯一の市立高等学校である。

## 概要
1906年に窪田二郎により国分中央高校の前身となる精華学校として設置された。2005年（平成17年）より生徒使用教室空調が完備されている。

## 設置学科
- 全日制課程(平成25年度)
  - スポーツ健康科 1学級
  - ビジネス情報科 3学級
  - 園芸工学科 1学級
  - 生活文化科 2学級

## 沿革
- 1906年（明治39年） - 窪田二郎により精華学校が設置される
- 1925年（大正14年） - 現在の校地に移転する
- 1927年（昭和2年） - 精華商業学校に改称
- 1939年（昭和14年） - 鹿児島県国分商業学校に改称
- 1948年（昭和23年） - 国分実業高等学校に改称
- 1955年（昭和30年） - 設置者を鹿児島県国分市（現・霧島市）に変更
- 1993年（平成5年） - 国分市立国分中央高等学校と改称
- 1994年（平成6年） - 新校歌を制定する
- 2001年（平成13年） - 構内情報ネットワーク導入及びインターネット接続を行う
- 2005年（平成17年） - 市町村合併により、霧島市立国分中央高等学校に改称
- 2006年（平成18年） - 創立100周年を迎える
- 2011年（平成23年） - 商業科・情報会計科を募集停止。ビジネス情報科を3学級,スポーツ健康科1学級を新設。生活文化科1学級減。

## 出身者
- 冨吉榮二（精華学校出身者[1]） - 閣僚（逓信大臣）、国会議員（衆議院）、日本社会党代議士会長、右派社会党顧問
- 前田千島[2] - 柔道家

## アクセス
- JR日豊本線国分駅より徒歩5分。